# Kalevi Marjamaa
Kalevi Marjamaa (* 29. ledna 1953) je bývalý finský rohovník/boxer.

## Sportovní kariéra
Připravoval se v Lohje a ke konci sportovní kariéry v Nivale. Ve finské seniorské reprezentaci se pohyboval v letech 1973 až 1980. V roce 1976 startoval na olympijských hrách v Montréalu ve velterové váze do 67 kg a vypadl v úvodním kole se Sovětem Valerijem Račkovem. V roce 1980 startoval na olympijských hrách v Moskvě a vypadl ve druhém kole s Rumunem Ionelem Buduşanem.

## Výsledky
| Turnaj             | 1974 | 1975      | 1976      | 1977          | 1978          | 1979          | 1980 |
| Turnaj             | 21   | 22        | 23        | 24            | 25            | 26            | 27   |
| Turnaj             |      | velterová | velterová | lehká střední | lehká střední | lehká střední |      |
| ------------------ | ---- | --------- | --------- | ------------- | ------------- | ------------- | ---- |
| Olympijské hry     |      |           | úč.       |               |               |               | úč.  |
| Mistrovství světa  | úč.  |           |           |               | —             |               |      |
| Mistrovství Evropy |      | 1.        |           | 3.            |               | úč.           |      |